# روديون رومانوفيتش راسكولينكوف
روديون رومانوفيتش راسكولينكوف ( بالروسية Родіонъ Романовичъ Раскольниковъ، اشتق اسم راسكولينكوف من الكلمة الروسية راسكولينك لكلمة "انشقاقي" (تدل تقليديًا على عضو في حركة المؤمن القديم، يأتي اسم روديون من اليونانية ويعني أحد سكان رودس.) هو شخصية خيالية من رواية الجريمة والعقاب من تأليف دوستوفيسكي. 
راسكولينكوف طالب شاب سابق في القانون يعيش في فقر مدقع في سانت بطرسبرغ. إنه يعيش في حجرة صغيرة يستأجرها ، على الرغم من أنه بسبب نقص الأموال ، فقد تجنب الدفع لبعض الوقت. ينام على الأريكة مستخدماً ملابس قديمة كوسادة ، وبسبب نقص المال نادراً ما يأكل. إنه وسيم وذكي ، على الرغم من عدم إعجاب زملائه الطلاب بشكل عام. وهو مخلص لأخته ووالدته.
الحبكة
طالب فقير لديه فكرة متضاربة عن نفسه ، قرر راسكولينكوف (روديا كما تسميه والدته) قتل سمسار الرهن الفاسدة ، أليونا إيفانوفنا ، الذي كان يتعامل معها ، بفكرة استخدام المال لبدء حياته من جديد ، ومساعدة المحتاجين إليها. تم الكشف لاحقًا أنه ارتكب القتل أيضًا كمبرر لكبريائه ، لأنه يريد أن يثبت أنه "استثنائي" بالطريقة التي كان بها نابليون. يرتكب جريمة القتل ولكنه متوتر للغاية أثناء الجريمة لدرجة أنه يرتكب بعض الأخطاء ويخشى أن يتم القبض عليه.
يعثر راسكولينكوف على حقيبة صغيرة على جثة أليونا إيفانوفنا ، يخفيها تحت صخرة دون التحقق من محتوياتها. بعد أن اعترف لصوفيا سيمونوفنا مارميلادوفا ، وجهته للاعتراف بالجريمة ، واعترف للشرطة. حكم على راسكولينكوف بالنفي في سيبيريا ، برفقة صوفيا سيميونوفنا ، حيث يواجه ولادة جديدة ذهنية وروحية.